# Gastrimargus determinatus
Gastrimargus determinatus är en insektsart som först beskrevs av Walker, F. 1871.  Gastrimargus determinatus ingår i släktet Gastrimargus och familjen gräshoppor.

## Underarter
Arten delas in i följande underarter:
- G. d. determinatus
- G. d. arabicus
- G. d. procerus
- G. d. vitripennis